# White Queen (As It Began)
«White Queen (As it Began)» (en español: “Reina Blanca (así como empezó)”) es una canción compuesta por Brian May, y es la tercera pista del álbum Queen II, el segundo realizado por la banda británica de rock Queen, publicado a comienzos de 1974.
La canción presenta una atmósfera relajada, depresiva y triste, en un clima de una belleza increíble (que remonta quizás al de algunas obras de William Shakespeare) al igual que su sonido.
Para esta canción, Brian May utilizó una guitarra Hairfred que tenía desde su infancia.
Tal como lo explica Brian:

"Tengo una muy vieja, pero barata Hairfred la cual produce sonido distorsionado ("trastea") grabado en "Jealousy" y "White Queen". Nunca he visto otra guitarra como esa. Logré ese sonido de sitar quitando el puente original y reemplazándolo por una madera noble. También lo tallé hasta que lo aplané y clavé una pequeña pieza debajo de los cables del traste. Las cuerdas apenas rozan los trastes, y esto hace que suene como un sitar".
Brian May

Aunque esta guitarra nunca fue utilizada en vivo para tocar ninguna de estas dos canciones.
En cambio, se lo ve tocando con su Red Special que hace un sonido algo diferente.
Fue compuesta en la época de Smile, y Queen la tocó en vivo pocas veces, aunque al menos en los años 1974 y 1975.